# Protobiella zelandica
Protobiella zelandica är en insektsart som beskrevs av Tillyard 1923. Protobiella zelandica ingår i släktet Protobiella och familjen Berothidae. Inga underarter finns listade i Catalogue of Life.